# Lhota Rapotina
Lhota Rapotina je obec v okrese Blansko v Jihomoravském kraji. Žije zde 413 obyvatel.

## Název
Přívlastek Rapotina nese vesnice už od nejstarších písemných dokladů. Byl odvozen od (mužského) osobního jména Rapota, které bylo buď hláskovou úpravou německého jména Rathbodo nebo vzniklo odvozením od starého českého rapavý - "poďobaný od neštovic". Přívlastek znamená "Rapotova", přivlastňovací přípona -in se připojovala ke jménům zakončeným na -a bez ohledu na jejich rod.

## Historie
První písemná zmínka o obci pochází z roku 1364 (nemá oporu v historických pramenech, původ údaje je neznámý). K roku 1371 je v zemských deskách zaznamenána podoba názvu Lhota Rabote. Dříve tu byl statek patřící místním vladykům, neznámo z jakého důvodu přešel na pány z Boskovic a roku 1547 statek koupil Šimon Eder ze Šťávnice. Obec byla přifařena k Boskovicím, v roce 1717 byl z původní kapličky vystavěný kostel svatého Vavřince. Obec postihl roku 1867 požár. V roce 1893 zde byla postavena přádelna vlny.

## Obyvatelstvo
| Rok            | 1869 | 1880 | 1890 | 1900 | 1910 | 1921 | 1930 | 1950 | 1961 | 1970 | 1980 | 1991 | 2001 | 2011 | 2021 |
| -------------- | ---- | ---- | ---- | ---- | ---- | ---- | ---- | ---- | ---- | ---- | ---- | ---- | ---- | ---- | ---- |
| Počet obyvatel | 383  | 406  | 417  | 431  | 520  | 516  | 501  | 482  | 462  | 450  | 400  | 357  | 357  | 357  | 421  |
| Počet domů     | 59   | 61   | 59   | 60   | 73   | 78   | 91   | 113  | 112  | 112  | 106  | 117  | 123  | 131  | 144  |

## Obecní správa
Mezi lety 1869–1980 Lhota Rapotina byla obcí v okrese Boskovice (1869–1950) a později v okrese Blansko. Od 1. července 1980 do 31. prosince 1991 patřila jako část města k Boskovicím a od 1. ledna 1992 je opět samostatnou obcí.

### Obecní symboly
Znak a vlajka byly obci uděleny rozhodnutím předsedy Poslanecké sněmovny Parlamentu České republiky dne 27. února 2004.

## Pamětihodnosti
- Lovecký zámeček Lhota Rapotina
- Kostel svatého Vavřince
- Socha svatého Jana Nepomuckého

## Galerie

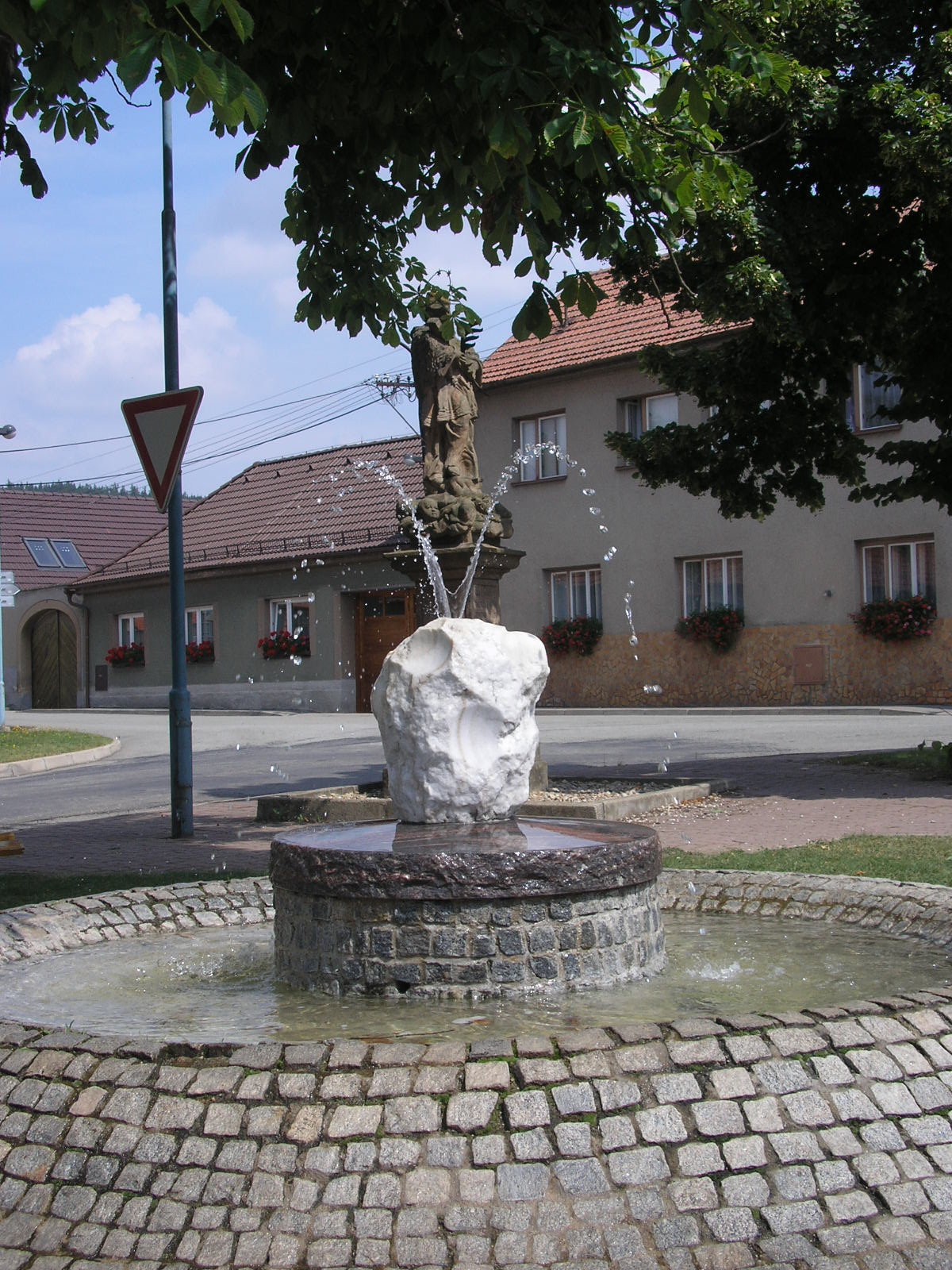
Fontána
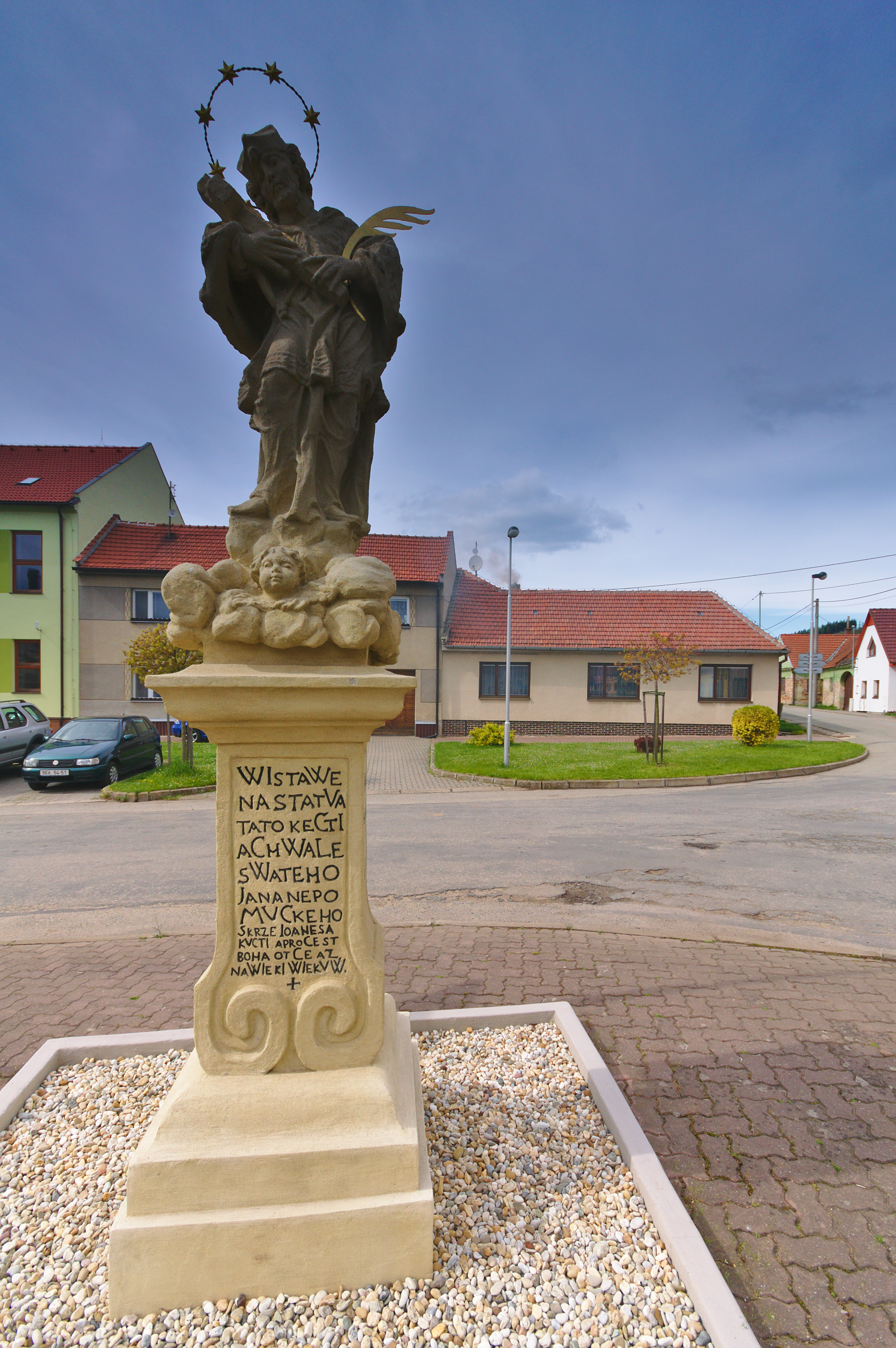
Socha svatého Jana Nepomuckého
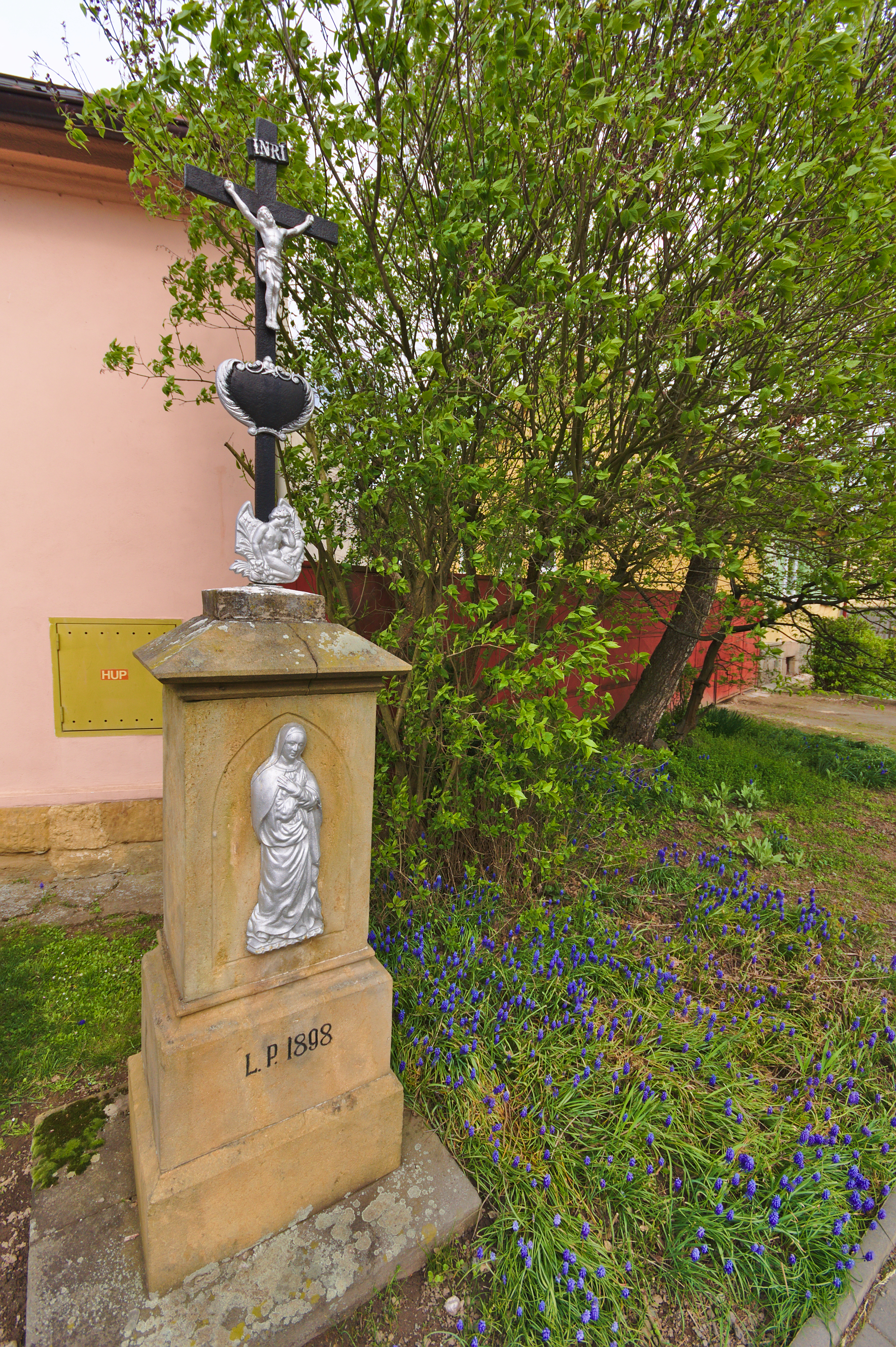
Kříž v severní části obce
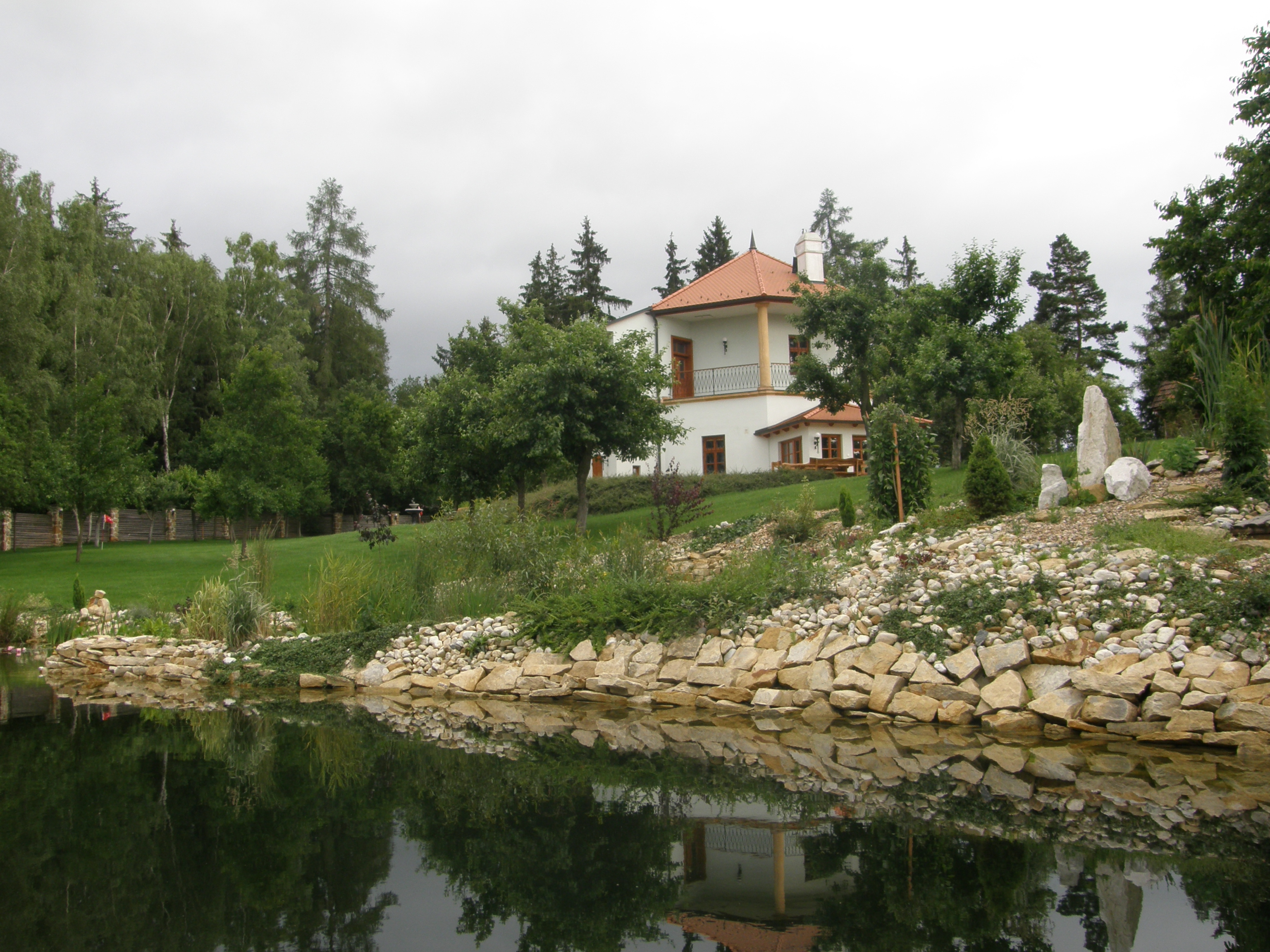
Lovecký zámek
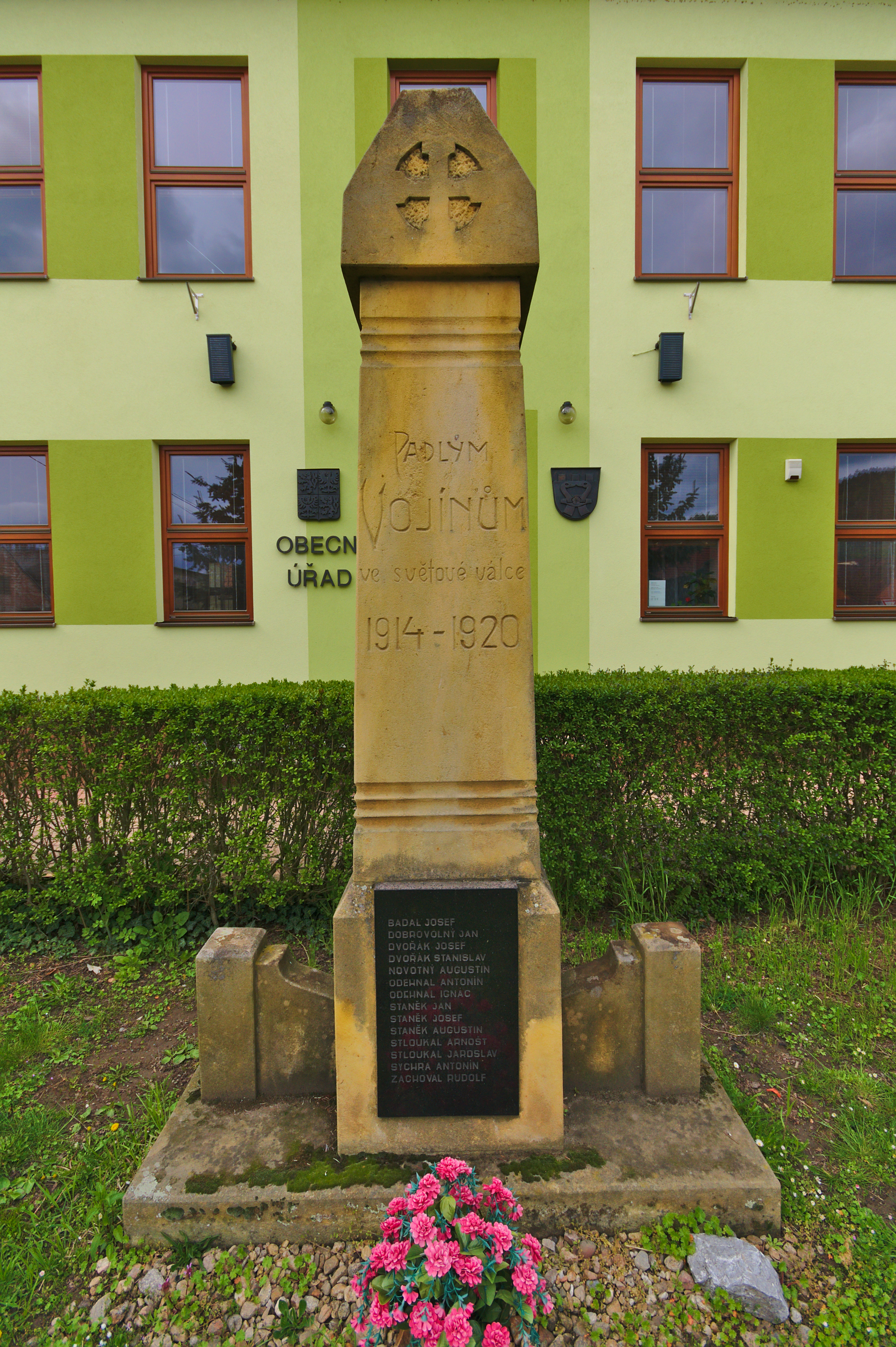
Pomník padlým v první světové válce
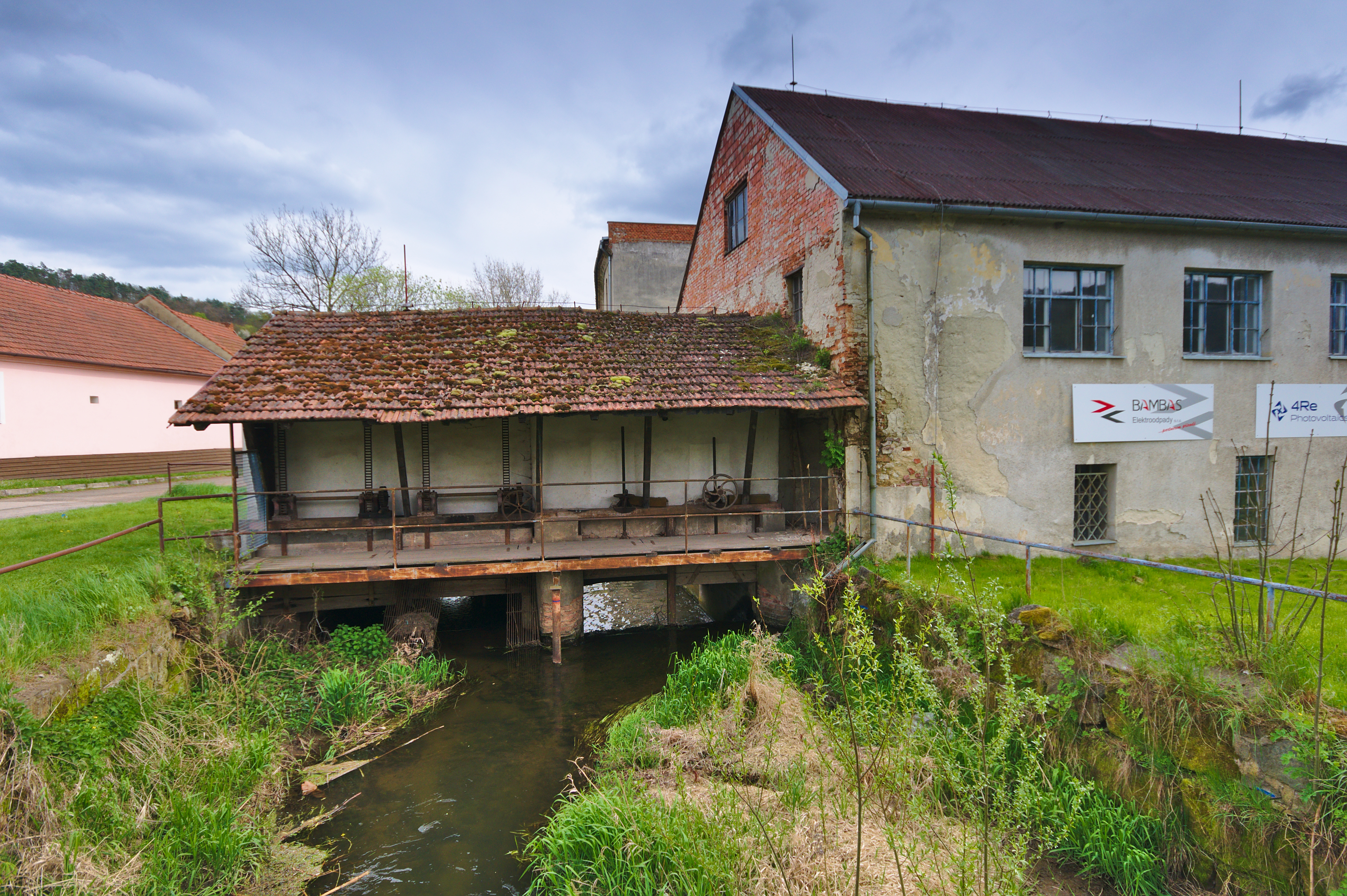
Mlýnský náhon
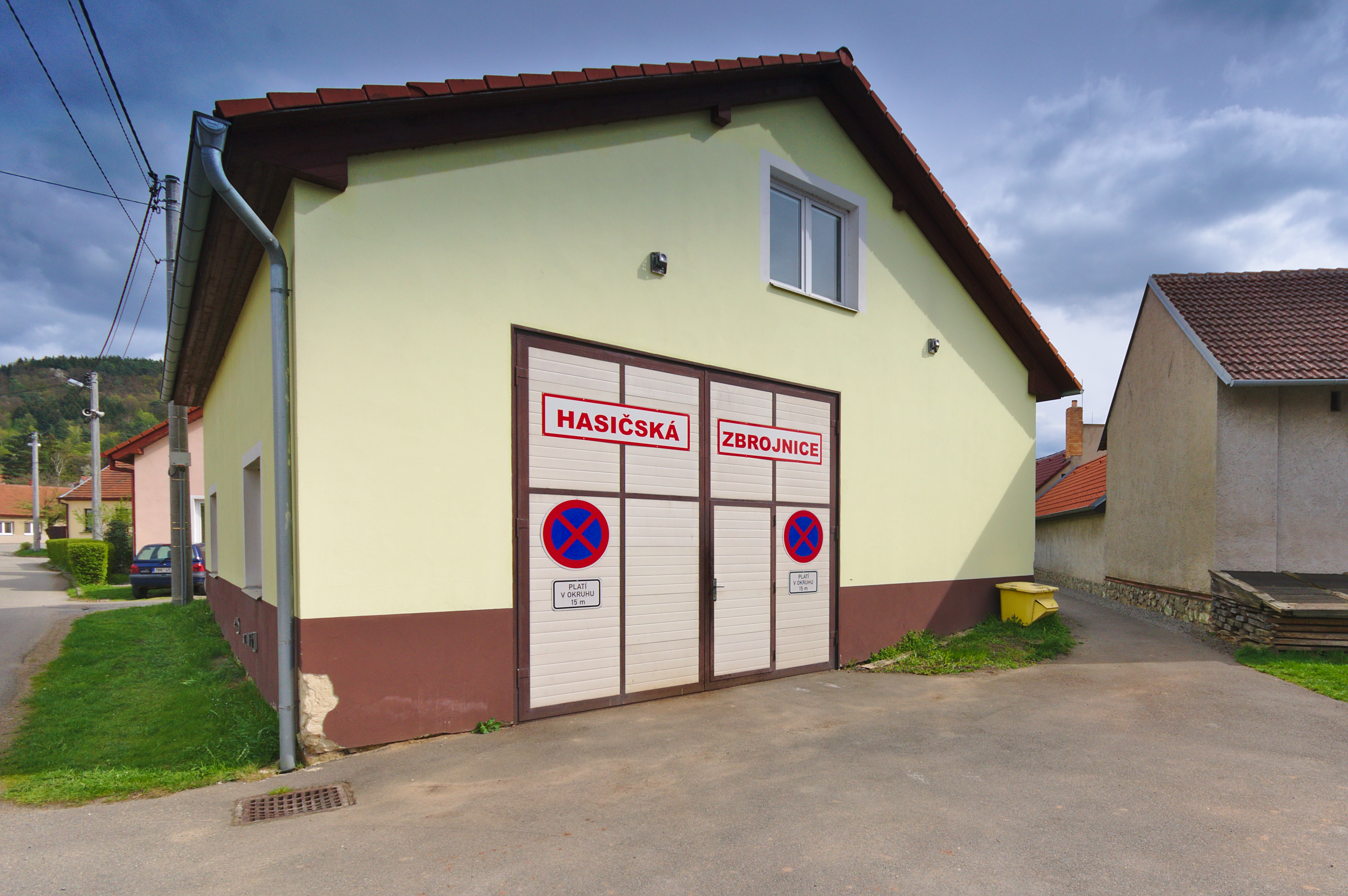
Hasičská zbrojnice